# Multiplikativna kaskada
Multiplikatívna kaskáda je splošno ime za fraktalno/multifraktalno porazdelitev točk, ki je rezultat iterativnega in multiplikativnega naključnega procesa.
Fraktal se konstruira na naslednji način: prostor se razdeli na štiri enake dele, vsakemu delu pa se nato priredi verjetnost iz množice {\displaystyle \lbrace p_{1},p_{2},p_{3},p_{4}\rbrace } brez zamenjave. Pri tem velja: 
{\displaystyle p_{i}\in [0,1]\!\,.}.
Vsak podprostor se spet razdeli in se mu podelijo verjetnosti naključno iz iste množice. To se nadaljuje N-krat.
V N-tem redu je verjetnost da je celica zasedena, produkt verjetnosti celice {\displaystyle p_{i}} in njenih staršev ter naslednikov vse do reda 1, oziroma vseh celic nad njo. Konstrukcija modela do reda 8 poteka prek polja s {\displaystyle 4^{8}} celicami, vsaka s svojimi verjetnostmi. Delec se v prostor postavi z metodo Monte Carlo. Z naključno izbiro koordinat x in y preprosto preskusimo ali je naključno število med 0 in 1 manjše ali večje od verjetnosti celice.
Ti fraktali v splošnem niso samopodobni in nimajo merilne invariantnosti, tako da jih zaradi tega ne moremo imeti za standardne fraktale. Lahko pa jih imamo za multifraktalni sistem.
Rényijeve (posplošene) razsežnosti se lahko teoretično predvidijo. Če {\displaystyle L\rightarrow \infty }, je razsežnost:
{\displaystyle D_{q}={\frac {\log _{2}\left(f_{1}^{q}+f_{2}^{q}+f_{3}^{q}+f_{4}^{q}\right)}{1-q}}\!\,,}
kjer je:
{\displaystyle f_{i}={\frac {p_{i}}{\sum _{i}p_{i}}}\!\,.}
Hausdorff-Bezikovičeva razsežnost je enaka:
{\displaystyle \delta =\log _{2}({f_{1}^{2}+f_{2}^{2}+f_{3}^{2}+f_{4}^{2}});\quad \delta \in (-\infty ,2)}
kjer so {\displaystyle f_{1},f_{2},f_{3},f_{4}} izbrane tako, da se porazdelitev obnaša kot monofraktal.